# Équipe d'Albanie espoirs de football
Maillots
L'équipe d'Albanie espoirs de football est une sélection de joueurs de moins de 21 ans albanais placée sous l'égide de la Fédération d'Albanie de football.

## Parcours au Championnat d'Europe de football espoirs
- 1978 : Non qualifié
- 1980 : Non qualifié
- 1982 : Non qualifié
- 1984 : Quart de finale
- 1986 : Non qualifié
- 1988 : Non qualifié
- 1990 : Non qualifié
- 1992 : Non qualifié
- 1994 : Non qualifié
- 1996 : Non qualifié
- 1998 : Non qualifié
- 2000 : Non qualifié
- 2002 : Non qualifié
- 2004 : Non qualifié
- 2006 : Non qualifié
- 2007 : Non qualifié
- 2009 : Non qualifié
- 2011 : Non qualifié
- 2013 : Non qualifié
- 2015 : Non qualifié
- 2017 : Non qualifié
- 2019 : Non qualifié
- 2021 : Non qualifié
- 2023 : Non qualifié

## Sélection actuelle
Les joueurs suivants ont été appelés pour disputer le groupe G des éliminatoires du Championnat d'Europe de football espoirs 2023 contre l'Angleterre et le Kosovo.